# Галани
Гала̀ни или Чакирли (на гръцки: Γαλάνι, катаревуса Γαλάνιον, Галанион, до 1928 година Τσακιρλή, Чакирли) е село в Гърция, в дем Кожани, област Западна Македония.

## География
Галани е разположено на 700 m надморска височина, в южния край на котловината Саръгьол.

## История

### В Османската империя
В края на XIX век Чакирли е турско село в Кожанска каза на Османската империя. Според статистиката на Васил Кънчов („Македония. Етнография и статистика“) през 1900 година в Чакирларъ, Кожанска каза, има 133 турци.
На Етнографската карта на Битолския вилает на Картографския институт в София от 1901 година Чакирли е чисто турско село в Кожанската каза на Серфидженския санджак с 26 къщи.
Според статистика на Серфидженския санджак на гръцкото консулство в Еласона от 1904 година в Чакирли (Τσακιρλί), Кожанска каза, живеят 150 турци.

### В Гърция
През Балканската война в 1912 година в селото влизат гръцки части и след Междусъюзническата в 1913 година остава в Гърция. В 1923 година мюсюлманското население на селото се изселва и в Хейбели са заселени гърци бежанци от Турция.
През 1927 името на селото е сменено на Галани.
Населението традиционно произвежда тютюн, житни култури и други земеделски продукти.
| Година    | 1913 | 1920 | 1928 | 1940 | 1951 | 1961 | 1971 | 1981 | 1991 | 2001 | 2011 | 2021 |
| --------- | ---- | ---- | ---- | ---- | ---- | ---- | ---- | ---- | ---- | ---- | ---- | ---- |
| Население | 147  | 96   | 199  | 182  | 176  | 161  | 100  | 58   | 51   | 29   | 15   | 13   |